# (2506) Pirogov
(2506) Pirogov (1976 QG1) – planetoida z pasa głównego asteroid okrążająca Słońce w ciągu 4,94 lat w średniej odległości 2,9 au. Odkryta 26 sierpnia 1976 roku.